# ブルトン語トレゴール方言
ブルトン語のほかの方言圏についてと同様、トレゴールのブルトン語 (トレゴールのブルトンご、仏：breton du Trégor, breton trégorrois ; ブルトン語：brezhoneg Treger) も、トレゴール地方（トレギエを中心としたブルターニュ北西部の一地方）の端から端まで均一に話されているひとつの同質な言語を表すものではない。しかしながら、場所ごとに多かれ少なかれ強く現れているいくつかの音韻的・形態的・語彙的特徴は、トレゴール方言をほかのブルトン語地域から差別化している。ランニオン、トレギエ、ガンガン、パンポルで話されている方言は、そのなかでも顕著な違いを示している。前 2 者にもとづいて、ル・クレール神父が 20 世紀初頭に出版した規範文法の基準となる方言は著述されている。
例外的に、その地域がトレギエではなくサン＝ブリユーの司教区に属していたゆえに分別されるゴエロの方言も、トレゴール方言の単なる一変種とみなされねばならない。それを区別する少数の特徴 (とりわけブレア島の非常に典型的な方言について) は、トレゴールで見られる傾向のあるアクセント以外あまり頻繁ではないからである。

## トレゴール方言の特徴
トレゴール方言はほかのブルトン語の変種から以下の一連の特徴によって区別される：
音声
- 所有詞 hon (私たちの) および副詞 ken (……と同じくらい) の語末の -n は、r 化 (ロタシスム，rhotacisme) および l の前の l 化 (ラムダシスム，lambdacisme) の場合を除き、すべての子音の前で保たれる：hon ki (ほかの場合 hor c'hi), hon leue (ほかの場合 hol leue)。冠詞 an, un についてはほかと同様、歯音以外の子音の前では ar, ur になる；しかし al, ul の形は知られていない。
- 基礎的な前置詞 en (……に、の中に) の語末の -n もやはりこの形で保存されている (ほかの方言では e に短縮されている)。したがって冠詞との縮約はなく、er のかわりに en ar (または ’n ar) が用いられる。
- 語頭の h は非常に強い気息を保ち、同じ位置の c’h とはもはや本当には区別されない (例：had, heiz)。それゆえトレゴール方言では hag Herve ではなく ha Herve と言う。
- レオン方言とは対照的に、母音間または語末の z は一般的に発音されないことはコルヌアイユ方言・ヴァンヌ方言とも同様である：bezañ /bean/, gortoz /gorto/。(古い d に由来する。z と書かれる音素に関しては、ペルユンヴァン (1941 年に提案されたブルトン語正書法のひとつ) の noz, izel, kaoz 等々の z は発音される)
- w と書かれる音素は一般的に /w/ と発音される：war (……の上に) は /war/ であって、/var/ (レオン方言・コルヌアイユ方言) や /ar/ (ヴァンヌ方言) ではない。これは決して gue, gui の組における半子音 /ɥ/ の音価はとらない。トレゴール方言はウェールズ語やコーンウォール語と同じく、そしてレオン方言とは異なって、v < bh と w との区別を保っている：aval (リンゴ) < abhalo, awel (風) < auuelo (レオン方言ではそれぞれ aval, avel)。
- 複数語尾 -où は /o/ と発音される。
- 中期ブルトン語の古い ff に由来する語末鼻母音は非常によく保たれており、比較級 (koshañ) におけるよりも不定詞 (skrivañ) においてそうである；また i の後でも同様である (krediñ)。
- 語頭の s- は /z/。sant /zãnt/。語頭の f- は非常に弱い /f/ である (しかし /v/ とはまったく異なる)：forc'h。
- 語末の -v は、概してほかの方言では /o/ または /u/ のように母音化されるが、トレゴール方言では /w/ と調音される。さらにゴエロでは /f/ である：piv /pif/ (誰)、atav /ataf/ (いつも)。
- -ao-, -ae- は概して /ô/, /ê/ に短縮される。

形態と構文
- 未来時制の語尾が異なる。中期ブルトン語において未来は -homp, -het, -hont であった。トレゴール方言では h は f に変化した (-fomp, -fet, -font, ...)。(ヴァンヌ方言およびゴエロ方言の形 -ahomp, -ahet, -ahont と比較せよ；-a- の出現はリエゾンによっており、/e/ と発音される)
- have 動詞の 1 人称複数は hon eus から独自の形 meump に変化した。
- 前置詞 gant および da の語尾変化は、1・2 人称複数で特殊な形を示す：deomp, deoc'h, ganeomp, ganeoc'h から、dimp, dac'h, genimp, genac'h。
- d から z への軟音化 (lénition) は一般的に、ほかの方言でそれが規則であるようなときに起こらない (例：ar paotr a dañs)；それでも重要な変化はある：Mab da Doue, ar c'hras a Zoue.
- 所有詞 hon の後では、トレゴール方言は習慣的に気息音化 (mutation spirante) を行う：レオン方言およびコルヌアイユ方言では hon ti、ヴァンヌ方言では hun ti と言うところ、トレゴール方言では hon zi と言う (ただしこの hon はむしろ om(p) のように発音される)。
- 動詞小辞 (préverbales) a と e の区別はしばしば無視され a が用いられる。母音の前では、これらの小辞は母音連続を避けるために気息音に変化する。それゆえ me a ya よりは me ac'h a (私は行く)；Disul e yin または Disul ez in よりは Disul ec'h in (日曜日に私は行こう)。
- 母音の前で否定辞 ne は縮約をせず、nen または nan に変化する (cf. 聖イヴの有名な歌 “Nan eus ket e Breizh...” はしばしば崩れて “Nann, n’eus...” となっている)。
- 独立した目的語人称代名詞の使用は、前置詞 a の語尾変化形のためにもっぱら失われた：m'he c'har よりはむしろ me 'gar anezhi (発音は /ane.i/)。